# Rolando Tortora
Rolando Tortora (Montevideo, 20 ottobre 1912 – ...) è stato un calciatore uruguaiano, di ruolo centrocampista.

## Carriera
Iniziò la carriera in Uruguay nel Defensor Sporting Club. Acquistato dal Venezia, esordì in Serie A il 28 gennaio 1940 in Ambrosiana-Venezia 2-1. In tutto il campionato collezionò un totale di due presenze. Passò in Serie C al Savoia dove restò per due anni, per complessive quaranta presenze e quattro reti.